# Promedicament
Un promedicament sau un prodrug este un medicament care este metabolizat la o formă farmacologic activă doar după ce este administrat în organism. Aceste tipuri de medicamente sunt de obicei utilizate datorită modului superior de absorbție, distribuție, metabolizare și excreție. Promedicamentele sunt concepute astfel încât să aibă o biodisponibilitate superioară comparativ cu formele farmacologic active, fiind, de exemplu, mai bine absorbite la nivel intestinal decât aceastea.